# Thomas Forstner
Pour les articles homonymes, voir Forstner.
Thomas Forstner (né le 3 décembre 1969 à Deutsch-Wagram) est un chanteur autrichien.

## Biographie
À 19 ans, il connaît son plus grand succès en représentant l'Autriche au Concours Eurovision de la chanson 1989 avec la chanson Nur ein Lied (écrite par Joachim Horn-Bernges et composée par Dieter Bohlen). Il finit à la cinquième place, ce qui est la meilleure performance du pays au concours depuis longtemps. Le titre devient numéro un des ventes en Autriche. La version anglaise, Song Of Love, est dans la bande-son de l'épisode Le jeu est terminé de la série Le Renard.
Son second single Wenn nachts die Sonne scheint (version anglaise: Don’t Say Goodbye Tonight), produit par Dieter Bohlen, atteint le top 10 des ventes.
Il revient au Concours Eurovision de la chanson 1991 avec le titre Venedig im Regen (écrite par Wolfgang Eltner, composée par Robby Musenbichler (de) et Hubert Moser). Il finit dernier des vingt-deux participants, avec zéro point.
En octobre 1991, il épouse Vanessa Desirée Thun-Hohenstein. Une fille naît en 1995. Le couple se sépare en 1998.
Ce bide à l'Eurovision gêne considérablement la suite de sa carrière. Entre de longues pauses musicales, il apparaît sur diverses productions musicales dans tous les styles.
Aujourd'hui il travaille comme développeur de logiciels dans sa ville natale.

## Discographie
- 1987: South African Children
- 1988: Vera
- 1989: Nur ein Lied/Song of Love
- 1989: Wenn nachts die Sonne scheint/Don’t Say Goodbye Tonight
- 1990: Wenn der Himmel brennt
- 1991: Venedig im Regen
- 1991: Miles Away
- 1994: Voll erwischt
- 2001: You’re in the army now (pseud. STG77)[2]
- 2002: Hello (pseud. Vincent Parker)